# Chiesa di Santo Stefano a Pignese
La chiesa di Santo Stefano a Pignese era un edificio religioso situato all'estremità nord-occidentale del territorio comunale di Cinigiano. La sua esatta ubicazione era presso la località di Santo Stefano, alcuni chilometri a nord-est della frazione di Sasso d'Ombrone, lungo la sponda sinistra del fiume Ombrone.

## Storia e descrizione
Costruita in epoca medievale, le origini della chiesa sembrano risalire al XII secolo, essendo citata per la prima volta in un documento datato 1140; oltre all'edificio religioso era presente anche un ospedale. Il complesso religioso era alle dipendenze dei monaci dell'Abbazia di San Salvatore a Giugnano nei pressi di Roccastrada. Nelle epoche successive, il complesso religioso venne trasformato in un monastero cistercense, rimanendo sempre intitolato a Santo Stefano, ove era sempre presente un edificio religioso accanto agli ambienti monastici attigui. La struttura religiosa rimase in funzione ancora per alcuni secoli, risultando però già dismessa in epoca settecentesca, epoca in cui venne costruito un complesso rurale nel luogo in cui sorgeva l'antica chiesa di origini medievali.
Della chiesa di Santo Stefano a Pignese sono state perse praticamente tutte le tracce, pur essendo identificabil l'area in cui sorgeva grazie al toponimo e a mappe e documenti storici.